# Chile Open 2024 - Qualificazioni singolare
Le qualificazioni del singolare del Chile Open 2024 sono state un torneo di tennis preliminare per accedere alla fase finale. I vincitori dell'ultimo turno sono entrani di diritto nel tabellone principale. In caso di ritiro di uno o più giocatori aventi diritto a questi subentrano gli alternate, coloro che vengono ammessi al tabellone principale a causa dell'assenza di un lucky loser che possa sostituire il giocatore ritirato.

## Teste di serie
1. Francisco Comesaña (ultimo turno, lucky loser)
2. Alex Molčan (qualificato)
3. Camilo Ugo Carabelli (primo turno)
4. Hugo Dellien (promosso al tabellone principale)

1. Andrea Vavassori (primo turno)
2. Facundo Bagnis (ultimo turno, lucky loser)
3. Corentin Moutet (qualificato)
4. Andrea Pellegrino (primo turno)

## Qualificati
1. Román Andrés Burruchaga
2. Alex Molčan

1. Juan Manuel Cerúndolo
2. Corentin Moutet

### Lucky loser
1. Francisco Comesaña

1. Facundo Bagnis

## Tabellone

### Legenda
| - Q = Qualificato - WC = Wild card - LL = Lucky loser | - ALT = Alternate - SE = Special Exempt - PR = Protected Ranking | - w/o = Walkover - r = Ritirato - d = Squalificato |

### Sezione 1
|  | Primo turno | Primo turno             | Primo turno | Primo turno | Primo turno |  |  | Ultimo turno | Ultimo turno            | Ultimo turno            | Ultimo turno | Ultimo turno |  |
|  |             |                         |             |             |             |  |  |              |                         |                         |              |              |  |
|  | 1           | Francisco Comesaña      | 6           | 5           | 7           |  |  |              |                         |                         |              |              |  |
|  | WC          | Ignacio Buse            | 1           | 7           | 62          |  |  | 1            | Francisco Comesaña      | Francisco Comesaña      | 3            | 1            |  |
|  |             | Román Andrés Burruchaga | 6           | 4           | 6           |  |  |              | Román Andrés Burruchaga | Román Andrés Burruchaga | 6            | 6            |  |
|  | 8           | Andrea Pellegrino       | 3           | 6           | 1           |  |  |              |                         |                         |              |              |  |

### Sezione 2
|  | Primo turno | Primo turno      | Primo turno      | Primo turno | Primo turno |  |  | Ultimo turno | Ultimo turno   | Ultimo turno   | Ultimo turno | Ultimo turno |  |
|  |             |                  |                  |             |             |  |  |              |                |                |              |              |  |
|  | 2           | Alex Molčan      | Alex Molčan      | 6           | 7           |  |  |              |                |                |              |              |  |
|  |             | Marco Cecchinato | Marco Cecchinato | 2           | 64          |  |  | 2            | Alex Molčan    | Alex Molčan    | 6            | 6            |  |
|  | Alt         | Edoardo Lavagno  | 3                | 7           | 3           |  |  | 6/Alt        | Facundo Bagnis | Facundo Bagnis | 4            | 4            |  |
|  | 6/Alt       | Facundo Bagnis   | 6                | 63          | 6           |  |  |              |                |                |              |              |  |

### Sezione 3
|  | Primo turno | Primo turno           | Primo turno           | Primo turno | Primo turno |  |  | Ultimo turno | Ultimo turno          | Ultimo turno          | Ultimo turno | Ultimo turno |  |
|  |             |                       |                       |             |             |  |  |              |                       |                       |              |              |  |
|  | 3           | Camilo Ugo Carabelli  | Camilo Ugo Carabelli  | 1           | 64          |  |  |              |                       |                       |              |              |  |
|  |             | Juan Manuel Cerúndolo | Juan Manuel Cerúndolo | 6           | 7           |  |  |              | Juan Manuel Cerúndolo | Juan Manuel Cerúndolo | 6            | 6            |  |
|  | WC          | Matías Soto           | Matías Soto           | 7           | 7           |  |  | WC           | Matías Soto           | Matías Soto           | 4            | 4            |  |
|  | 5           | Andrea Vavassori      | Andrea Vavassori      | 610         | 68          |  |  |              |                       |                       |              |              |  |

### Sezione 4
|  | Primo turno | Primo turno             | Primo turno         | Primo turno | Primo turno |  |  | Ultimo turno | Ultimo turno    | Ultimo turno    | Ultimo turno | Ultimo turno |  |
|  |             |                         |                     |             |             |  |  |              |                 |                 |              |              |  |
|  | Alt         | Murkel Dellien          | Murkel Dellien      | 6           | 6           |  |  |              |                 |                 |              |              |  |
|  | Alt         | Juan Pablo Ficovich     | Juan Pablo Ficovich | 3           | 2           |  |  | Alt          | Murkel Dellien  | Murkel Dellien  | 4            | 2            |  |
|  |             | Genaro Alberto Olivieri | 4                   | 7           | 0           |  |  | 7            | Corentin Moutet | Corentin Moutet | 6            | 6            |  |
|  | 7           | Corentin Moutet         | 6                   | 5           | 6           |  |  |              |                 |                 |              |              |  |